# FOXN3
FOXN3‏ (Forkhead box N3) هوَ بروتين يُشَفر بواسطة جين FOXN3 في الإنسان.